# Mops niangarae
Mops niangarae је сисар из реда слепих мишева и фамилије Molossidae. 

## Угроженост
Подаци о распрострањености ове врсте су недовољни.

## Распрострањење
ДР Конго је једино познато природно станиште врсте.

## Популациони тренд
Популациони тренд је за ову врсту непознат.